# Dao Timni
Dao Timni (auch Dao Kini, Dao Timmi, Laotimi) ist eine Militärbasis in der Landgemeinde Djado in Niger.

## Geographie
Die Militärbasis befindet sich rund 131 Kilometer südöstlich des Hauptorts Chirfa der Landgemeinde Djado, die zum Departement Bilma in der Region Agadez gehört. Zu weiteren Siedlungen in der Umgebung von Dao Timni zählen Madama im Norden und Séguédine im Südwesten. Bei Dao Timni verläuft die 1207 Kilometer lange Nationalstraße 21 zwischen Agadez und Toummou. Es handelt sich um eine einfache Piste.
Es herrscht das Klima der Sahara vor, mit einer durchschnittlichen jährlichen Niederschlagsmenge von unter 200 mm. Dao Timni hat den Charakter einer Oase. Es liegt auf einer Höhe von 454 m am Trockental Éché Gallima. Dieses durchschneidet in Nord-Süd-Richtung eine weitläufige Ebene aus stark fragmentiertem, erodiertem und versandetem Sandstein zwischen der Hochebene Tyi Grounto am Rand des Plateaus von Djado und dem Gebirge Monts Totomaï.

## Geschichte
In der Gegend von Dao Timni gibt es alte Sahara-Felsbilder. Sie stammen aus der späten Jungsteinzeit, einer Epoche der Jäger, und stellen Elefanten, Nashörner, Antilopen, Gazellen und Giraffen sowie tiergestaltige und ithyphallische Menschen dar. Der Ortsname Dao Timni kommt aus der Sprache Tedaga und bedeutet „Kopf der Palmen“. Er verweist auf das Vorhandensein von Wasser in einer sonst extrem trockenen Gegend. In alten Verzeichnissen und Karten wurde der Ort oft als Laotimi bezeichnet.
Der Militärstützpunkt wurde am 18. März 1938 während der französischen Kolonialzeit gegründet. Die Wahl des Ortes oblag Lieutenant Félix, der als ehemaliger Leiter des Militärpostens von Madama die Gegend gut kannte. Die Arbeiten begannen mit der Grabung eines tiefen Brunnens. Im darauffolgenden Jahr erhielt die Basis, deren Festungsanlage als Fort Crépin bezeichnet wurde, unter anderem eine eigene Getreidemühle.
Mit der Unabhängigkeit Nigers im Jahr 1960 übernahmen die Streitkräfte Nigers Dao Timni. Im Zuge der Bekämpfung eines Tubu-Aufstands in den 1990er Jahren wurde in der Gegend ein Minenfeld angelegt. Bei Dao Timni entwickelte sich eine Route für den Waffen- und Drogenschmuggel, wobei die Militärs vor Ort bestochen wurden. Ein Abkommen zwischen Niger und der Europäischen Union zur Bekämpfung der illegalen Migration im Jahr 2016 führte zum Ende der bis dahin üblichen Menschenschmuggel-Route durch die Sahara über die Stadt Agadez. Stattdessen wurde nun eine noch gefährlichere Route über Dao Timni gewählt.